# Carl Jacobsen
Carl Christian Hillman Jacobsen (Copenhague, 2 de marzo de 1842 – Frederiksberg, 11 de enero de 1914), más conocido como Carl Jacobsen, fue un cervecero, coleccionista de arte y filántropo danés, hijo de J. C. Jacobsen, fundador de la marca de cerveza Carlsberg, cuyo nombre puso en honor a su hijo Carl. Conoció a su esposa Ottilia Marie Jacobsen (1854-1903), nacida Stegmann, en un viaje de negocios a Edimburgo, Escocia, y más tarde se casaron en Copenhague el 24 de septiembre de 1874. Su mujer era tan famosa como él en la comunidad de artistas contemporáneos de Dinamarca y era hija del gran mercader de grano Conrad Stegmann.

## Carrera
Carl comenzó trabajando para su padre, aunque sus desavenencias le llevaron a crear su propia marca de cerveza en 1882. Primero la llamó Cerveza Valby, aunque más tarde, con el consentimiento de su padre, cambió el nombre por Ny Carlsberg (en español: Nueva Carlsberg). Su padre aprovechó la ocasión para cambiar también el nombre de su empresa por el de Gammel Carlsberg (en español: Antigua Carlsberg). Tras la muerte de su padre, Carl Jacobsen no tomó las riendas de la antigua cervecera. En vez de eso, su padre dejó la empresa a manos de la Fundación Carlsberg, que fundó en 1876. Más tarde, las dos empresas Carlsberg se unieron y desde 1906 Carl fue el líder de la marca. Como “dueño absoluto” continuó la obra de su padre.

## Interés en el arte y filantropía
Carl Jacobsen no mostró interés en la política como su padre, a pesar de que ambos coincidían en su entusiasmo por la cultura y el arte clásico griego. Su compromiso le llevó a la creación de la Gliptoteca Ny Carlsberg en 1882, un museo de arte basado en sus colecciones de arte antiguo y que hoy en día sigue siendo uno de los museos de arte más importantes de Dinamarca.
Carl Jacobsen también mostró su interés en el arte en su cervecera. Contrató a grandes arquitectos daneses del momento, principalmente Vilhelm Dahlerup, y construyó edificios con gran detalle, tal y como se aprecia en la Chimenea Serpenteante. 
A veces participaba en debates de arquitectura de Copenhague, financió la restauración de diversas iglesias y edificios públicos y también encargó la escultura de La sirenita de 1913 al escultor Edvard Eriksen.
Aunque a veces se preocupaba por sus intereses culturales, Carl era un empresario inteligente y visionario que inició la transición de Carlsberg, desde una cervecera local de Copenhague, hasta la agrupación multinacional que es hoy.

## En la ficción
La historia de la familia y la cervecera Carlsberg fue eje central de la serie danesa Bryggeren, estrenada en los años 1996-97.